# Йохан Фридрих фон Валдщайн
Йохан Фридрих фон Валдщайн (на немски: Johann Friedrich von Waldstein, на чешки: Jan Bedřich (Fridrich) z Valdštejna; * 18 август 1642, Виена; † 3 юни 1694, дворец Дукс/Духцов, Чехия) е бохемски благородник, граф на Валдщайн, 2. епископ на Кьониггрец/Храдец Кралове (1673 – 1675), 16. архиепископ на Прага (1675 – 1694) и 31. „велик магистър“ на „Ордена на рицарите на кръста с червената звезда“ (1668 – 1694) в Прага. Той създава с лични средства църви в Дукс/Духцов.

## Живот
Той е син на главния кемерер граф Максимилиан фон Валдщайн (1600 – 1655) и втората му съпруга Поликсена Мария з Талмберка/фон Таленберг (1599 – 1651), дъщеря на фрайхер Фридрих фон Таленберг и фрайин Мария Бенигна фон Лобковиц.
Йохан Фридрих следва философия при йезуитите в Прага и след това теология в Рим. Той става през 1665 г. свещеник в Оломоуц в Чехия. През 1668 г. е велик магистър на „Ордена на рицарите на кръста с червената звезда“ в Прага.
На 16 юни 1668 г. е избран за епископ на Храдец Кралове и е помазан на 27 ноември 1673 г. На 6 май 1675 г. е избран за архиепископ на Прага и е помазан на 2 декември 1675 г. Започва службата си на 14 март 1676 г.
Той умира на 3 юни 1694 г. на 51 години. Погребан е в катедралата „Свети Вит“, Прага.